# Filialkirche St. Veit im Innkreis

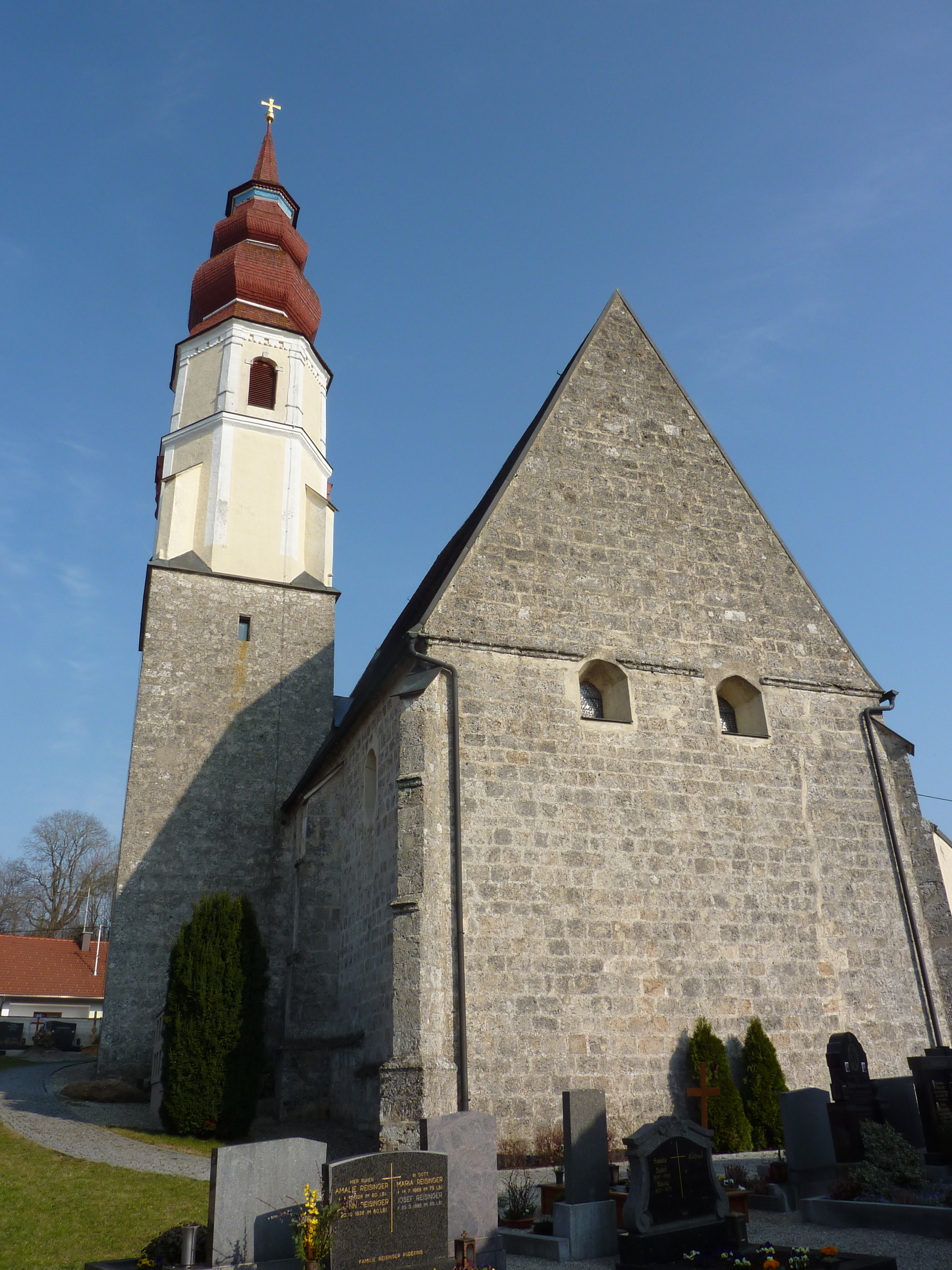
Katholische Filialkirche hl. Vitus in St. Veit im Innkreis

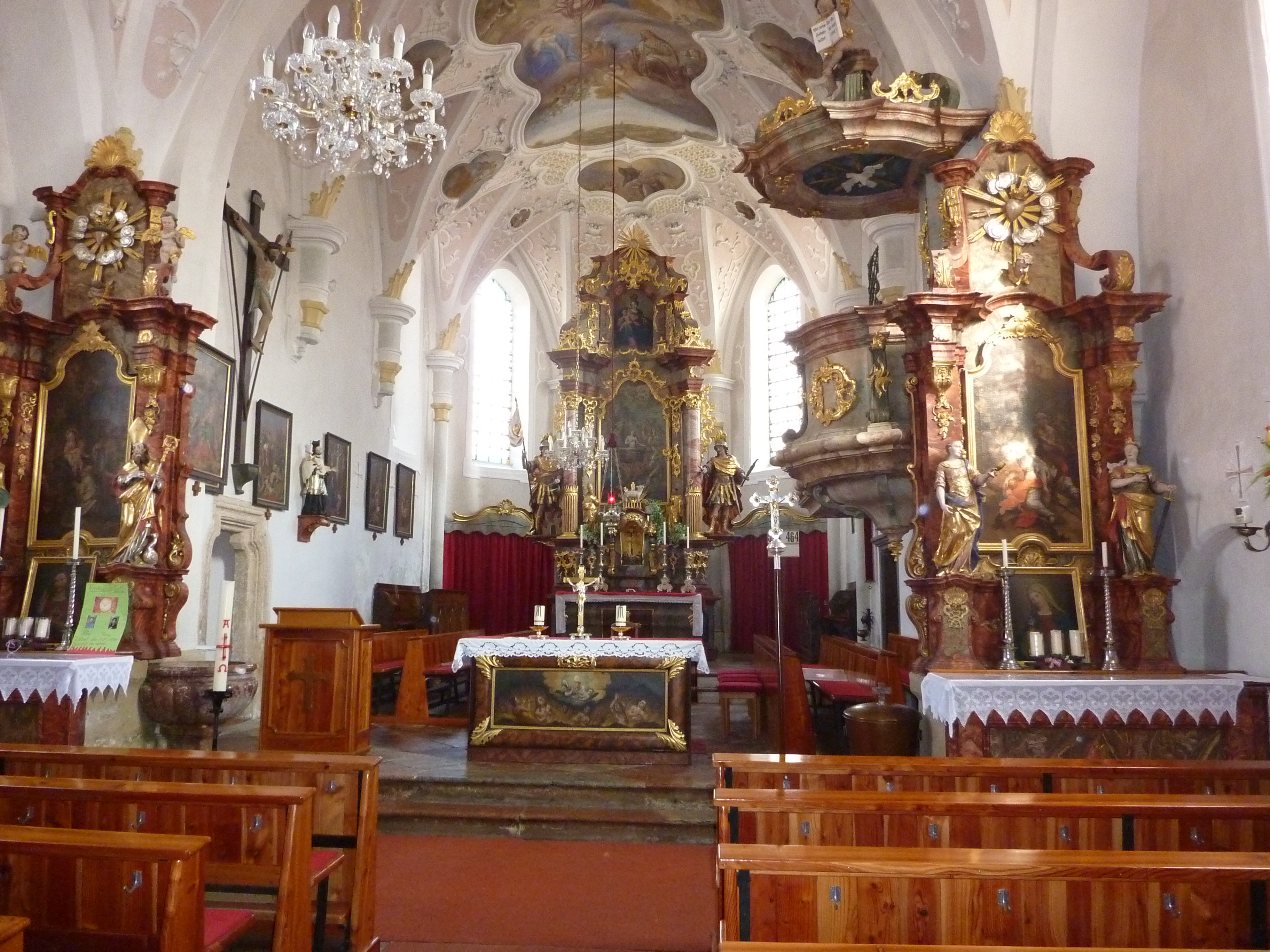
Langhaus, Blick zum Chor

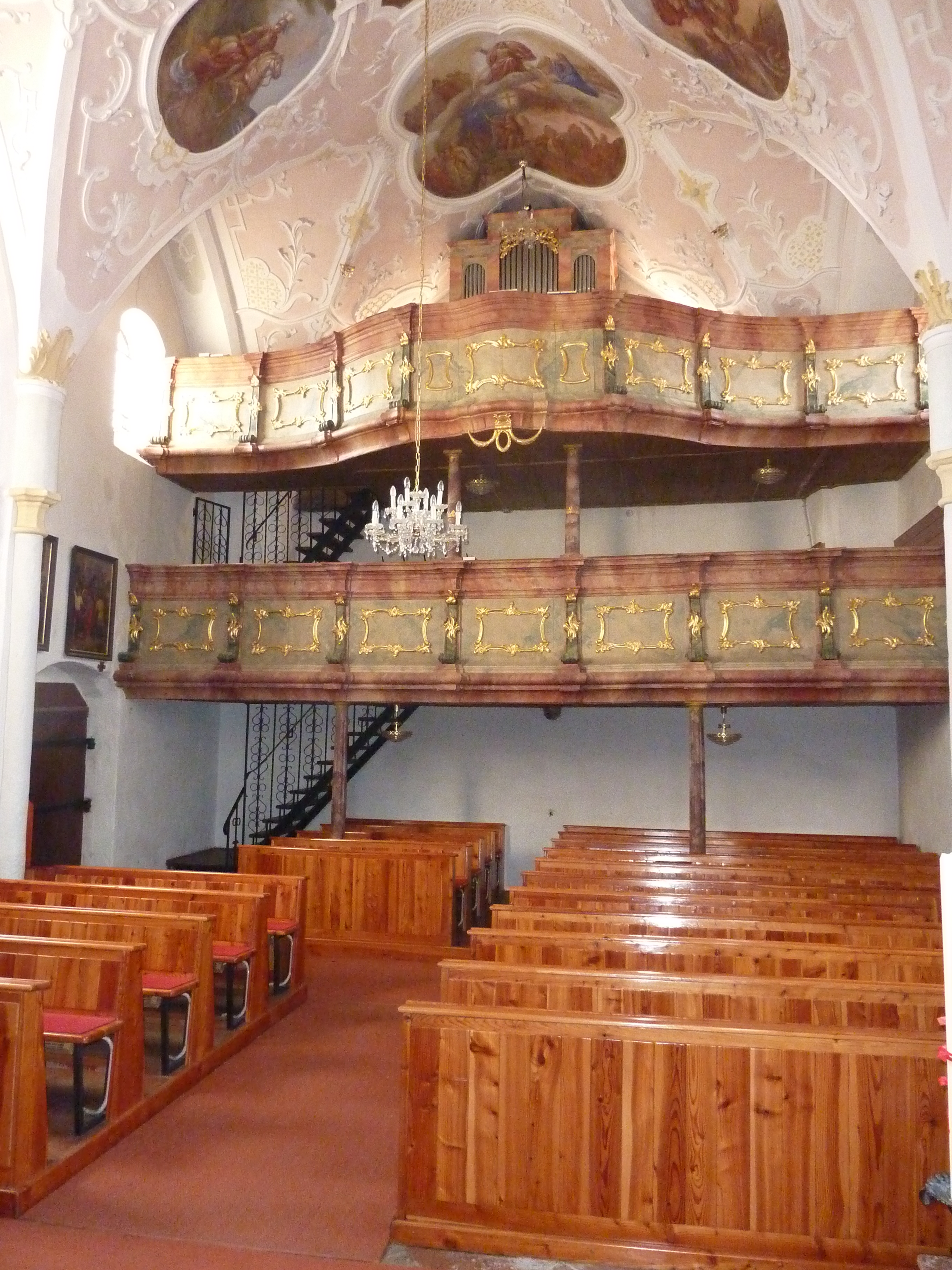
Langhaus, Blick zur Orgelempore

Die römisch-katholische Filialkirche St. Veit im Innkreis steht auf einem ansteigenden Gefälle im Norden des Ortes in der Gemeinde St. Veit im Innkreis im Bezirk Braunau am Inn in Oberösterreich. Die dem Patrozinium hl. Veit unterstellte Filialkirche gehört zum Dekanat Altheim-Aspach in der Diözese Linz. Die Kirche und der Friedhof stehen unter Denkmalschutz (Listeneintrag).

## Geschichte
Der Turm sowie die Außenmauern des Langhauses entstanden wohl im ersten Drittel des 13. Jahrhunderts. Der spätgotische Ausbau mit einem Neubau des Chores, einer Einwölbung des Langhauses und eine Aufzonung des Turmes erfolgte in der zweiten Hälfte des 15. Jahrhunderts. Die barocke Portalvorhalle und Sakristei entstanden um 1600, die Totenkapelle in der Mitte des 17. Jahrhunderts.

## Architektur
Der Kirchenbau zeigt sich außen spätgotisch und innen barockisiert. Die Kirche ist von einem großteils ummauerten Friedhof umgeben, im Südwesten ist eine mittelalterliche Ummauerung aus Tuffsteinen erhalten.
An das kleine zweijochige hohe Langhaus schließt ein eingezogener etwa gleich langer zweijochiger Chor mit einem Fünfachtelschluss an. Im nördlichen Chorwinkel steht der massive frühgotische Turm. Die südseitigen Anbauten sind unterschiedlich hoch und tief, im Chorwinkel die in der Renaissance errichtete zweijochige zweigeschoßige Sakristei, westlich anschließend ein niedriger Anbau mit Ölberg, dann die Totenkapelle und die Vorhalle.
Das Kircheninnere zeigt die barocken Überformungen der spätgotischen Stichkappengewölbe. Die spätbarocke hölzerne Doppelempore im Westjoch entstand im dritten Drittel des 18. Jahrhunderts. Der Deckenstuck schuf wohl die Werkstätte des Johann Michael Vierthaler um 1735. Die Deckenbilder in geschweiften Stuckrahmen schuf Johann Geisberger 1850 anstelle ursprünglich barocker Bilder.

## Einrichtung
Der Hochaltar mit Rocailledekor aus 1759/1761 ist ein schlankes hohes spätbarockes Säulenretabel mit hoher bewegter Gebälkzone und einem volutenbegrenzten Auszug, durch seitliche Pilaster- und Säulenstellung konkav gebildet. Er zeigt das Altarblatt Martyrium des hl. Vitus vom Maler Johann Josef Brandstätter, er trägt die seitlichen Figuren der Heiligen Florian und Sebastian sowie innerhalb der Säulen die kleineren Figuren der Heiligen als Papst und Abt. Der Volksaltar zeigt ein querrechteckiges Bild Arme Seelen im Fegefeuer wohl vom Altar in der Totenkapelle.
Die Orgel mit einem dreifeldrigen Prospekt mit einem breiteren höheren Mittelfeld (1 Man./6 Reg.) baute Albert Mauracher 1893.
Traditionell wurden die jeweiligen Inhaber der Schlösser Wimhub und Brunnthal bei St. Veit in dieser Kirche bestattet, darunter im 18. und  19. Jahrhundert zahlreiche aus der Familie von Hackledt.